# Forsterygion
Forsterygion is een geslacht van de familie van drievinslijmvissen (Tripterygiidae) en kent 5 soorten.

## Taxonomie
Het geslacht kent de volgende soorten:
- Forsterygion capito (Jenyns, 1842)
- Forsterygion flavonigrum - Fricke & Roberts, 1994
- Forsterygion gymnotum Scott, 1977
- Forsterygion lapillum - Hardy, 1989
- Forsterygion malcolmi - Hardy, 1987
- Forsterygion maryannae - (Hardy, 1987) (Sinds 2008 onder dit geslacht, nog niet in Fishbase opgenomen)
- Forsterygion nigripenne (Valenciennes, 1836)
- Forsterygion varium - (Forster, 1801)

Acanthanectes · Apopterygion · Axoclinus · Bellapiscis · Blennodon · Brachynectes · Ceratobregma · Cremnochorites · Crocodilichthys · Cryptichthys · Enneanectes · Enneapterygius · Forsterygion · Gilloblennius · Helcogramma · Helcogrammoides · Karalepis · Lepidoblennius · Lepidonectes · Matanui · Norfolkia · Notoclinops · Notoclinus · Ruanoho · Springerichthys · Trianectes · Trinorfolkia · Tripterygion · Ucla xenogrammus